# Емілі Кокал
Емілі Каміль Кокал (англ. Emily Camille Kokal, нар. 30 вересня 1980) — американська музикантка з міста Чико (Каліфорнія). Найбільш відома як вокалістка та гітаристка інді-рок гурту Warpaint. Кокал є однією із засновниць гурту.

## Ранні роки
Кокал народилася в Чико (Каліфорнія). У віці 10 років вона переїхала до Юджина, штат Орегон, де познайомилася з Терезою Вейман, з якою пізніше заснувала Warpaint. Наприкінці підліткового віку вони разом подорожували Європою і жили в Нью-Йорку та Лос-Анджелесі. У віці 19 років Кокал познайомилася в Лос-Анджелесі з Дженні Лі Ліндберг, ще однією засновницею Warpaint.

## Кар'єра
Кокал була вокалісткою, гітаристкою і органісткою проєкту під назвою the Little Two's. У 2001 році гурт самостійно випустив свій єдиний альбом під назвою World War IV.

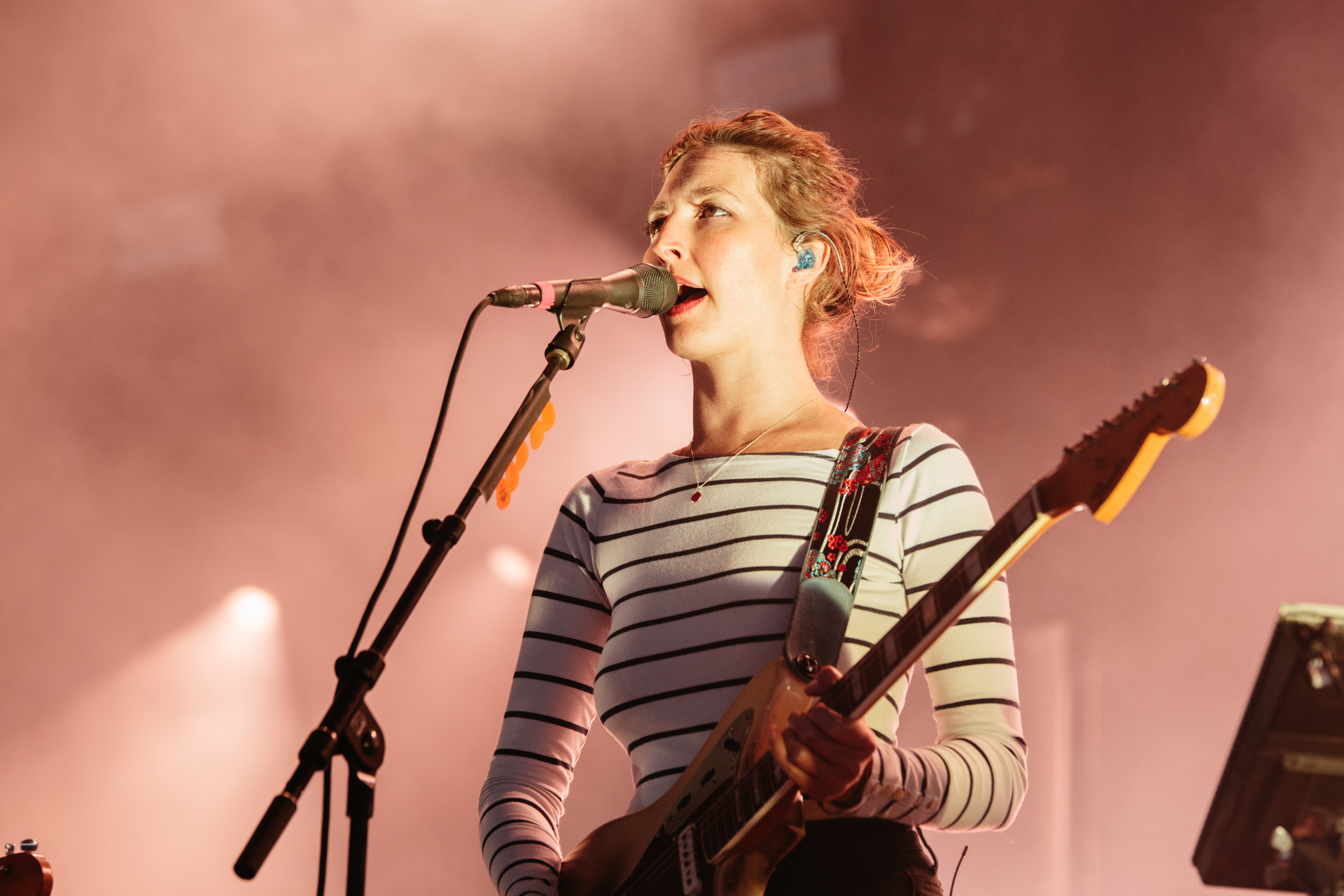
Кокал під час виступу з Warpaint у 2017 році

У лютому 2004 року в Лос-Анджелесі був створений гурт Warpaint, в якому Кокал почала співати і грати на гітарі. Про створення гурту Кокал заявила в одному з інтерв'ю: «Я завжди відчувала це про цей гурт, що він був благословенним. Відчувалося, що правильні шляхи перетиналися у правильний час і зірки зійшлися».
Кокал також виступала як співачка, зокрема заспівала приспів у пісні Red Hot Chili Peppers «Desecration Smile».
У 2017 році Кокал і її колега по групі Вейман були визнані «Найкращими альтернативними гітаристами у світі просто зараз» за версією читачів MusicRadar і Total Guitar.

## Особисте життя
Раніше Кокал зустрічалася з гітаристом Red Hot Chili Peppers Джоном Фрушанте. З 2013 року Кокал зустрічається з лос-анджелеським продюсером j.franxis, продюсером deafmute і FACIAL, і у них є спільна донька.

## Дискографія
З Warpaint
- Exquisite Corpse EP (2008)
- The Fool (2010)
- Warpaint (2014)
- Heads Up (2016)
- Radiate Like This (2022)